# Jordregistret
Jordregistret var en förteckning över fast egendom i Sverige. Jordregistret inrättades genom en kunglig förordning av 13 juni 1908 för att ersatta den äldre jordeboken för fastighet på landsbygden, medan städer och stadsliknande samhällen omfattades av stadsregistret.  Uppläggandet av jordregistret färdigställdes 1931. Som tillsynsmyndighet för jordregistret utsågs Lantmäteristyrelsen. Syftet med införandet var att få en mer ändamålsenligt inskrivningsväsende (lagfart och inteckning).
Registret fördes på länens lantmäterikontor av underhölls efter lantmäteriförrättning av överlantmätaren som meddelade domhavande och häradsskrivare
Fastigheter inom städer förde normalt inte jordregister, men det kunde förekomma för fastigheter inom inkorporerade sockenområden en kortare eller längre tid. Fastigheter inom municipalsamhällen och köpingar ingick ofta i jordregistret men kunde efter beslut av regeringsrätten föra fastighetsregister såsom för stad, vilket oftast skedde för speciell större köpingar.
Registret överfördes successivt till ett nytt IT-baserat fastighetsregister från 1968 som var avslutat 1995.

## Registrets struktur
Jordregistrets fastighetsböcker var ordnade sockenvis och hämtade sin indelning av fastigheterna efter jordens dåvarande fördelning i brukningsdelar, vilka därigenom blev kamerala enheter, däremot upptog man inte dessa enheters fortsatta uppdelning. Hemmanet Åby 1 fick beteckningen Åby 11. Hade sedan denna enhet delats fördes dessa in i jordregistret under fastighetsbeteckningarna Åby 12 och Åby 13. Vartefter nya avsöndringar av jorden gjorts fylldes nya fastighetsbeteckningar på; Åby 14, Åby 15. Ordningsföljden berättar i vilken ordning delningen företagits, men inte från vilken av jordregisterenhetens tidigare lotter avstyckningen skett.  
När tomtindelning finns inom ett område upprättades för detta en tomtbok.